# Myrteta brunneiceps
Myrteta brunneiceps là một loài bướm đêm trong họ Geometridae.